# Guillem I de la Roche
Guillem I de la Roche (?-mort el 1287) fou duc d'Atenes, succeint el seu germà Joan I de la Roche, el 1280. Cal no confondre'l amb un parent del mateix nom Guillem de la Roche, baró de Veligosti i Damala al Principat d'Acaia.

## Accions durant el govern d'Atenes
Guillem va recuperar les pèrdues territorials que hi van haver durant el govern del seu germà i va estendre els seus dominis fins a Làmia i Gardiki. Amb el seu matrimoni amb Helena Angelina Comnè el 1279, filla de Joan I de Tessàlia, es va assegurar una aliança amb aquest veí. Va rebre com a dot les ciutats de Zetounion, Gardiki, Gravia i Siderokastron.
El 1282, va enviar nou naus per formar part de la flota del seu sobirà Carles II d'Anjou.
El 1285, mentre Carles II d'Anjou, príncep nominal d'Acaia, va estar empresonat, Robert I d'Artois, regent substitut de Carles, va nomenar Guillem I de la Roche, vicari general d'Acaia. Va fer construir el castell de Dimatra per defensar Messènia de l'atac dels atacs de l'Imperi Romà d'Orient que, des del despotat de Morea, ja havia començat a reconquerir l'Arcàdia. Guillem va ser en el seu temps el baró més poderós dels francs establerts a Grècia. El 1286, després de la mort d'Isabella Pallavicini, va arbitrar la successió de la Marca de Bodonitsa. Va escollir el seu cosí Tomàs Pallavicini davant l'altre candidat que era la vídua d'Antoni el Flamenc.
El govern de Guillem va ser una època de relativa pau, però va ser breu, ja que va morir dos anys després d'assumir el poder a Acaia. Va ser succeït pel seu fill Guiu, que només tenia set anys.